# Отдел рабочего снабжения

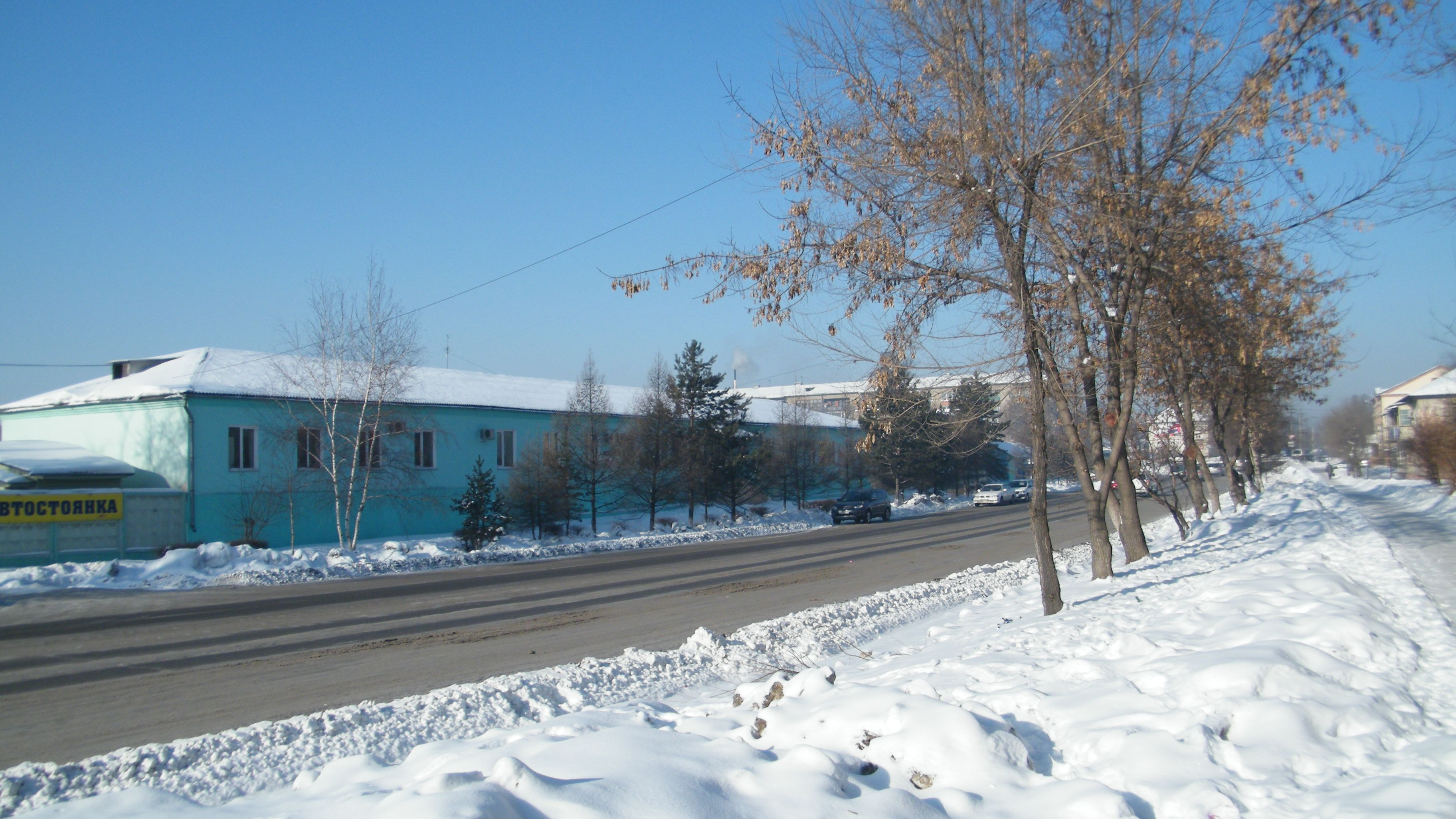
Уссурийский отдел ОАО «Железнодорожная торговая компания», ранее — отдел рабочего снабжения на станции Уссурийск ДВЖД

Отдел рабочего снабжения (ОРС) — организация (предприятие) государственной розничной торговли в СССР.
ОРСы осуществляли торгово-бытовое обслуживание рабочих и служащих предприятий ряда отраслей промышленности, строительства и транспорта, в соответствии со спецификой организации их производства (отдалённость, разбросанность производственных цехов и участков, особые условия труда персонала) при отсутствии развитой торговой сети Министерства торговли СССР.

## История
Впервые ОРСы были организованы в соответствии с постановлением ЦК ВКП(б) и СНК СССР от 4 декабря 1932 года «О расширении прав заводоуправлений в деле снабжения рабочих и улучшении карточной системы» на 262 крупных промышленных предприятиях системы Наркомтяжпрома, Наркомлегпрома и Наркомлеса.
К началу 1945 года в стране действовало более 3000 ОРСов, обслуживавших 20,7 млн рабочих, служащих и членов их семей. К концу войны в стране имелось 7600 ОРСов, обслуживавших почти половину всех лиц, находившихся на централизованном снабжении.
В послевоенные годы, по мере развития сети магазинов системы Министерства торговли, ОРСы сосредоточили свои усилия главным образом на обслуживании трудящихся, занятых в отраслях со специфическими условиями организации производства (на транспорте, на предприятиях добывающих и энергетических отраслей, строительства и стройматериалов, чёрной и цветной металлургии, лесной и деревообрабатывающей промышленности, мелиорации, водного хозяйства и др.).
Доля ОРСов в товарообороте государственной торговли СССР составила в 1971 году — 21 %.